# Смит, Кес (футболист, 2006)
Кес Смит (нидерл. Kees Smit; родился 21 января 2006, Хейло) — нидерландский футболист, полузащитник клуба АЗ.

## Клубная карьера
Воспитанник футбольной академии клуба АЗ, за которую выступал с 2015 года. В январе 2021 года подписал с клубом свой первый профессиональный контракт. 10 марта 2024 года дебютировал в Эредивизи в матче против «Эксельсиор».

## Карьера в сборной
Выступал за сборные Нидерландов до 16, до 17, до 18 и до 19 лет.
В июне 2025 года выиграл чемпионат Европы (до 19 лет), забив на нём 4 мяча и был признан лучшим игроком турнира.

## Достижения
Сборная Нидерландов (до 19)
- Чемпион Европы (до 19 лет): 2025